# Carlo Sciarrelli
Carlo Sciarrelli (Trieste, 6 luglio 1934 – Trieste, 24 settembre 2006) è stato un progettista di barche italiano.

## Biografia
Dipendente delle Ferrovie dello Stato, figlio di un ferroviere, impara i principi della navigazione e della progettazione da autodidatta.
Nel marzo 2003 riceve una laurea honoris causa in architettura presso l'Università Iuav di Venezia.
Autore de "Lo Yacht - Origine ed evoluzione del veliero da diporto", un saggio edito nel 1970 sull'evoluzione della nautica da diporto, delle regate, e del punto di vista di Sciarrelli stesso su questi argomenti.
Progettista di barche "su misura", negli anni ne ha progettate circa 140, a suo dire tutte discendenti da due progetti sviluppati in gioventù, Anfitrite ed Aglaja.

## Opere
- Carlo Sciarrelli Architetto del mare (a cura di Guglielmo Danelon), Comunicarte Edizioni, Trieste 2008. testo italiano/inglese, 232 pagine a colori; ISBN 978-88-6287-041-2
- Lo yacht Mursia, Milano ISBN 9788842509226